# ヨコヅナサシガメ
ヨコヅナサシガメ（横綱刺亀、学名: Agriosphodrus dohrni）は、カメムシ目（半翅目）サシガメ科に分類されるカメムシの一種。オオトビサシガメと並び、日本産サシガメ科中最大級の種である。名前の「ヨコヅナ」は、腹部の白い模様が大相撲の横綱に似ていることに由来する。

## 形態
成虫の体長は16-24mm。体色は光沢のある黒色で、頭部が細長い。腹部の縁には、白色で各節に大きい黒斑をもつ腹部結合板が葉状に広がり、翅の外側に張り出して反り返り、側縁はわずかに波打つ。腹部結合板の配色は、幼虫期では白黒が単純に交互に並ぶが、成虫では黒斑がしばしば辺縁まで達しないためピアノの鍵盤状となる。体の黒色部は、羽化直後の外骨格が硬化する前の段階では鮮やかな赤色をしている。

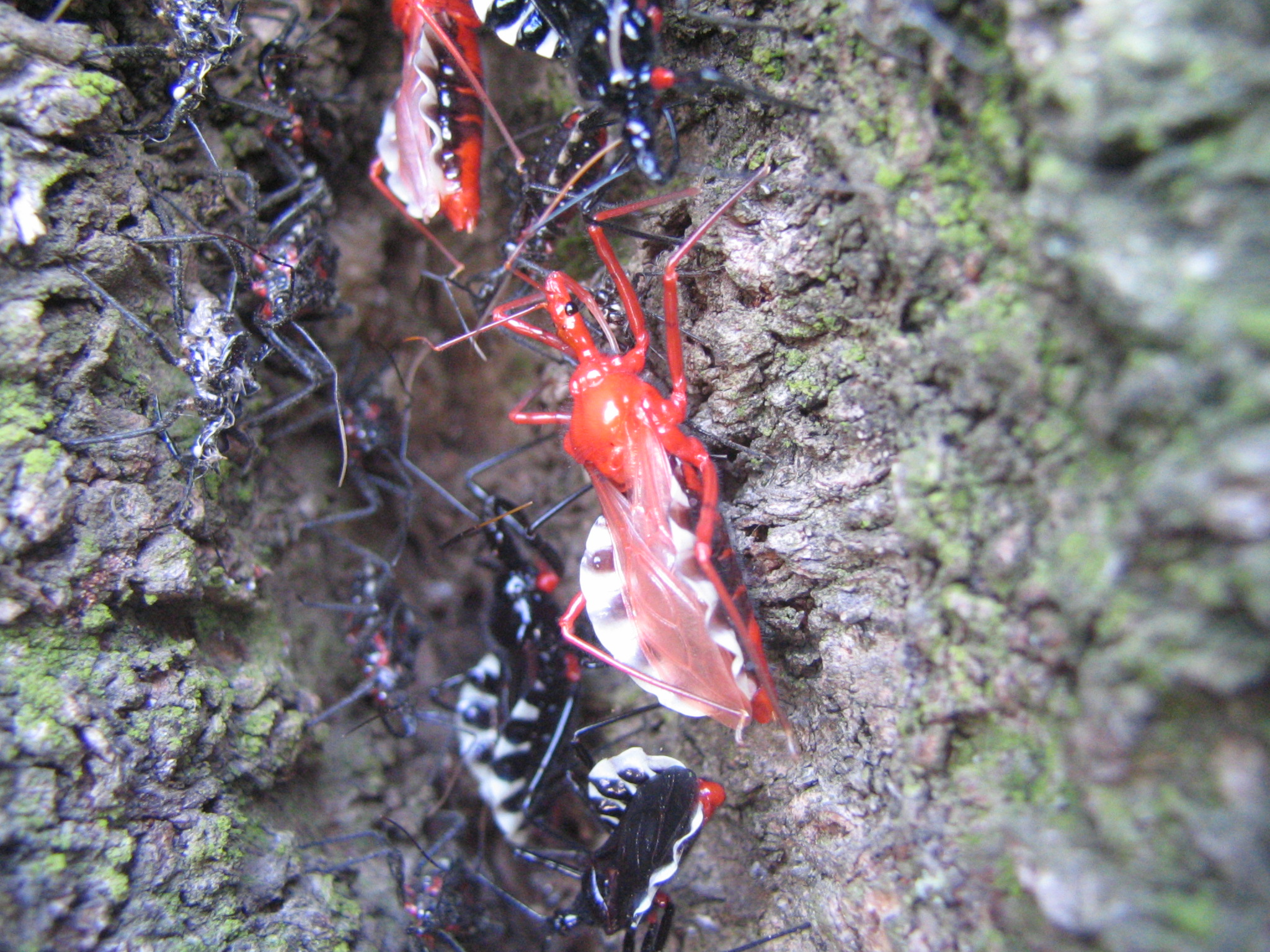
羽化直後硬化前の体色
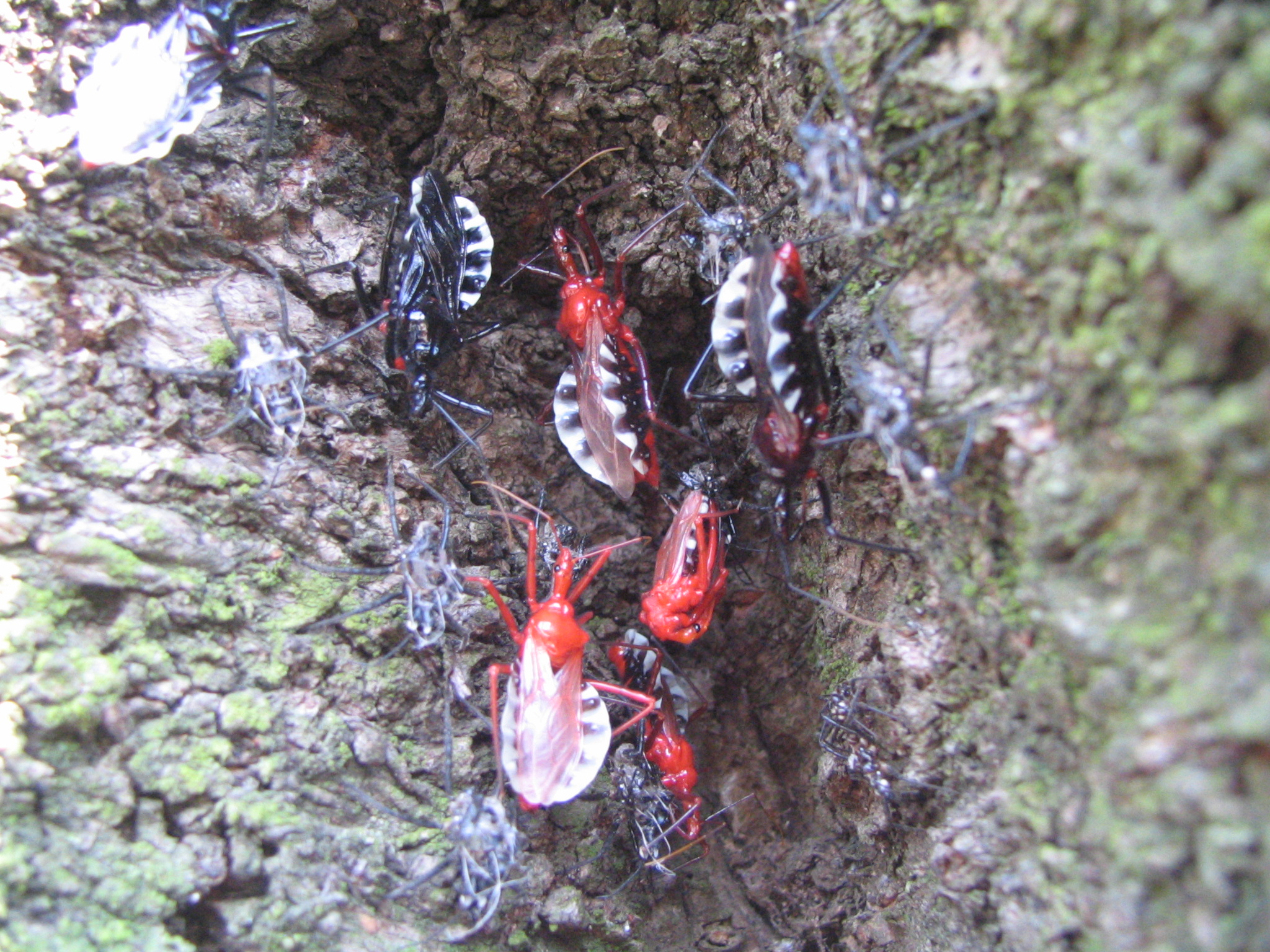
羽化後の体色変遷
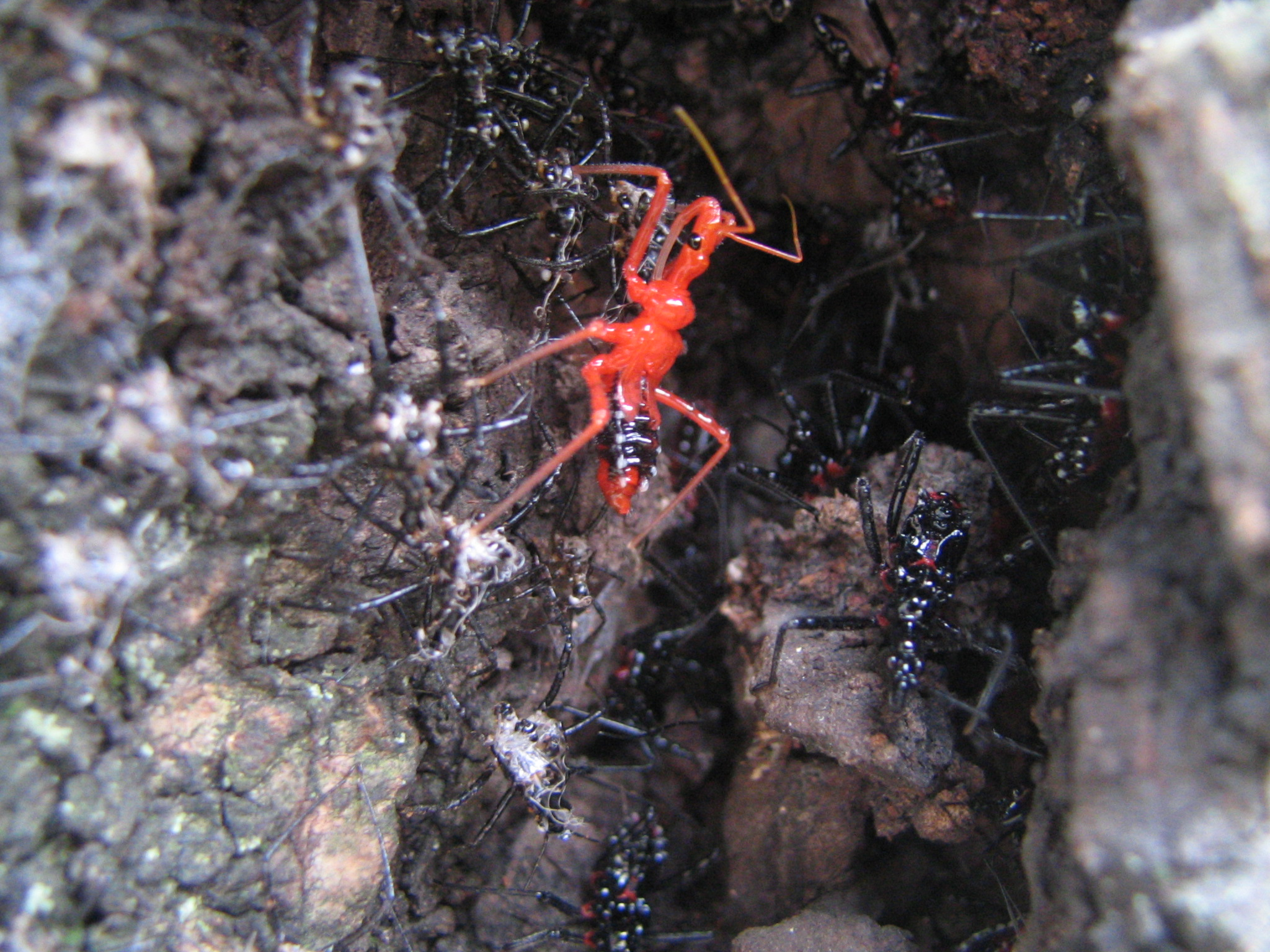
幼虫期も脱皮直後は赤色
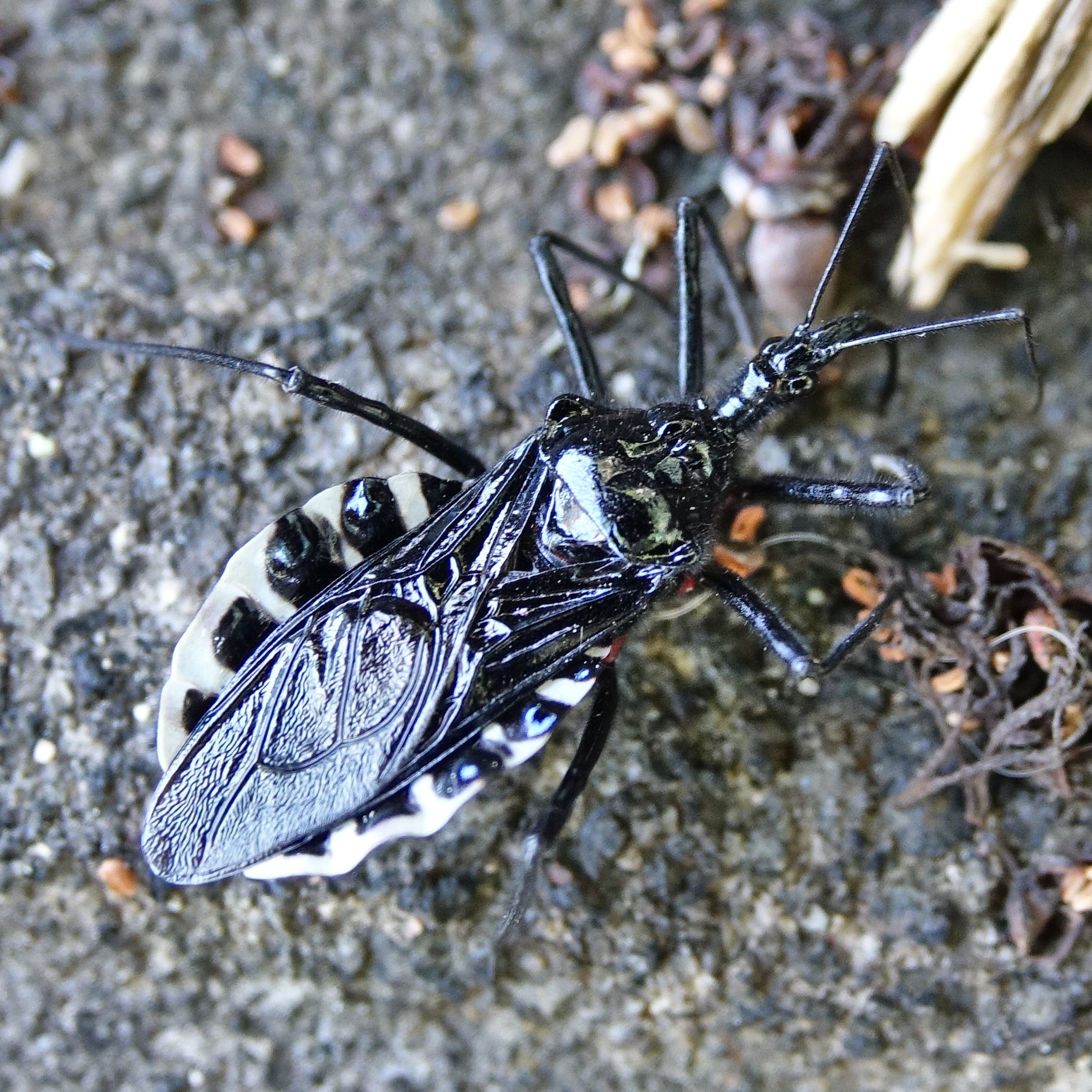
成虫の背面

## 生態
成虫、幼虫ともに、サクラ、エノキ、ケヤキ、クワ、ヤナギ、クスなどの大木の樹上で生活している。他のカメムシ類と同様に不完全変態種であり、春から夏にかけての活動期、成虫は高所の梢や葉の上で単独生活をしているため、人目に触れることが少ない。
成虫は産卵期になると木の幹に降りてくる。産卵箇所は概ね人の目の高さくらいである。幼虫期間をとおし摂食活動を終えると集合場所に戻り、特に若齢幼虫は孵化場所のごく近辺を摂食場所とする（3齢以降、集合場所を移動する個体もでてくる）。そのため、その大半を越冬期、秋から翌年春が占める幼虫期の本種は、目にすることが比較的多い。特に秋期〜冬期は樹幹や樹洞に極めて大規模かつ高密度の集団を形成する。
幼虫・成虫とも樹幹、枝、葉を歩き回って他の昆虫等を捕え、細長い口吻を突き刺して消化酵素を送り込み、体外消化で溶解した体内組織と体液の混合物を吸汁する。不用意に触れるとこの口吻で刺されることがあり、刺されると激痛を伴うので注意が必要である。捕食対象は樹上にいる毛虫、芋虫の類が主であるが、ダンゴムシ等も時折捕らえる。とりわけ、原産地を同じくする外来種ヒロヘリアオイラガの幼虫については、本種がその主要天敵の一つとみられている。
成虫は6月ごろ産卵し、その卵は8月ごろ孵化する。幼虫で越冬し、木の幹の窪みに数十から数百匹程度の集団でじっとしている。翌年の春に終齢幼虫から脱皮して成虫となる。
本種の幼虫が集合生活をおくる理由は、単独では倒せない大きな獲物を集団で仕留めることで捕食対象のサイズの上限が拡大され、食糧獲得機会をより多く、確実にできるからであると考えられている。複数のヨコヅナサシガメ幼虫が１匹の大型昆虫を狙う場合狩りの成功率は有意に上昇し、またそれを仕留めた場合、彼ら全員が満腹でき充分な分け前にあずかれることが実験により確かめられている。
幼虫期に非常に高密度の集合生活をおくる本種であるが、同種に対する何らかの攻撃抑制機構が働き、彼らは原則として共食いをすることがない。しかし、孵化中の初齢幼虫のみ、同種他個体からの捕食被害を被る。孵化完了後は一切そのような事は起こらず、その理由は判明していない。
母虫は幼虫の生存率が最も高くなる場所として樹幹の窪みを選び、セカンドチョイスとして枝の又部を選ぶが、これは単なる過密回避ではなく、孵化の際に先行して孵化して生活を開始している同種幼虫から我が子が捕食されるのを避けるためであると考えられている。幼虫は孵化後3日ほどは摂食活動をしない。このため、既に産み付けられている卵が自分の産む卵よりも大幅に先行して孵化するほど日が経っていないと判断した場合、母虫はどんなに沢山既に卵が産み付けられている窪みであってもそこに産卵する。ただ、母虫が目の前の卵の産後日齢を見分ける具体的な方法は判明していない。

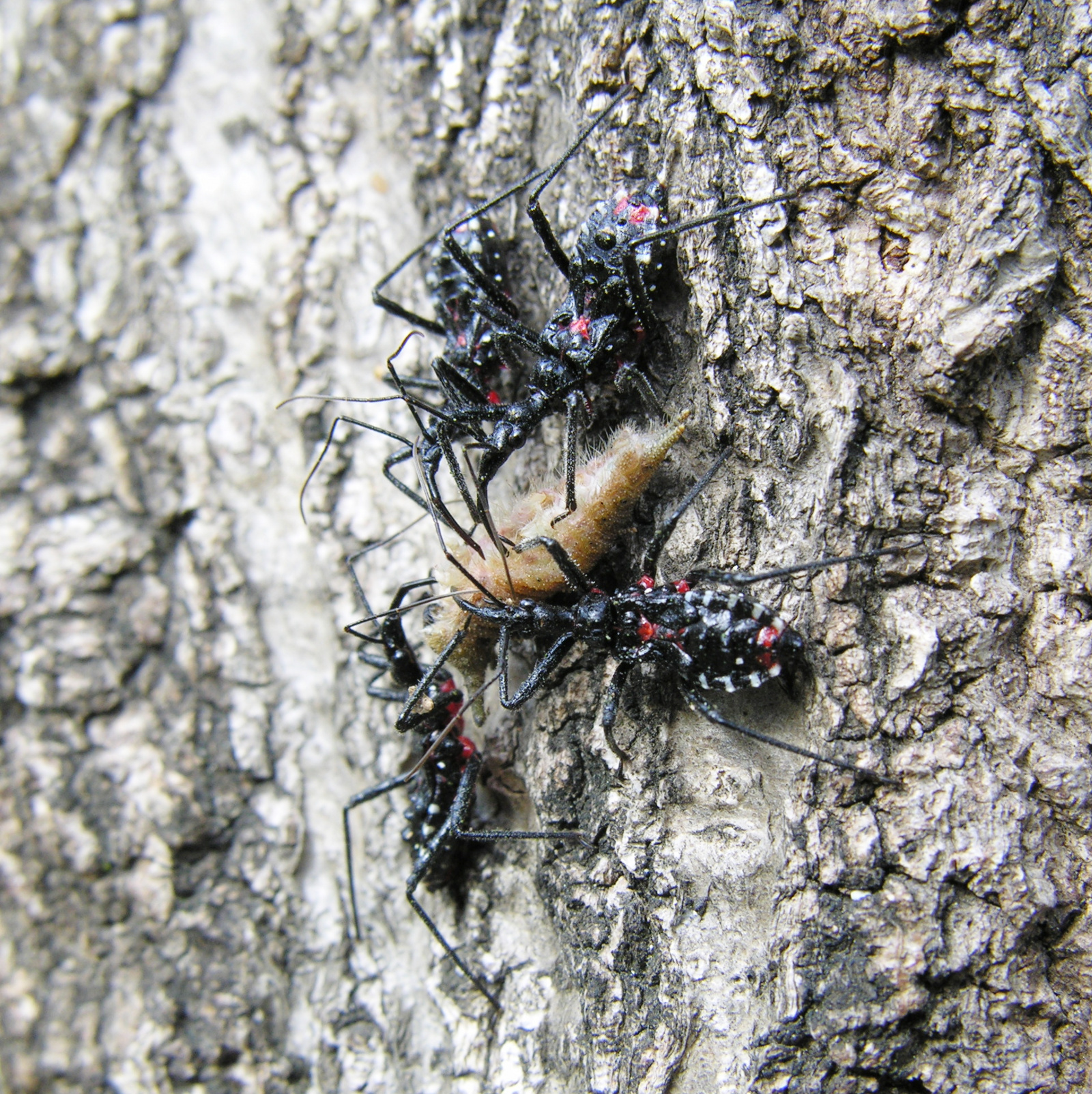
樹上の獲物を捕食
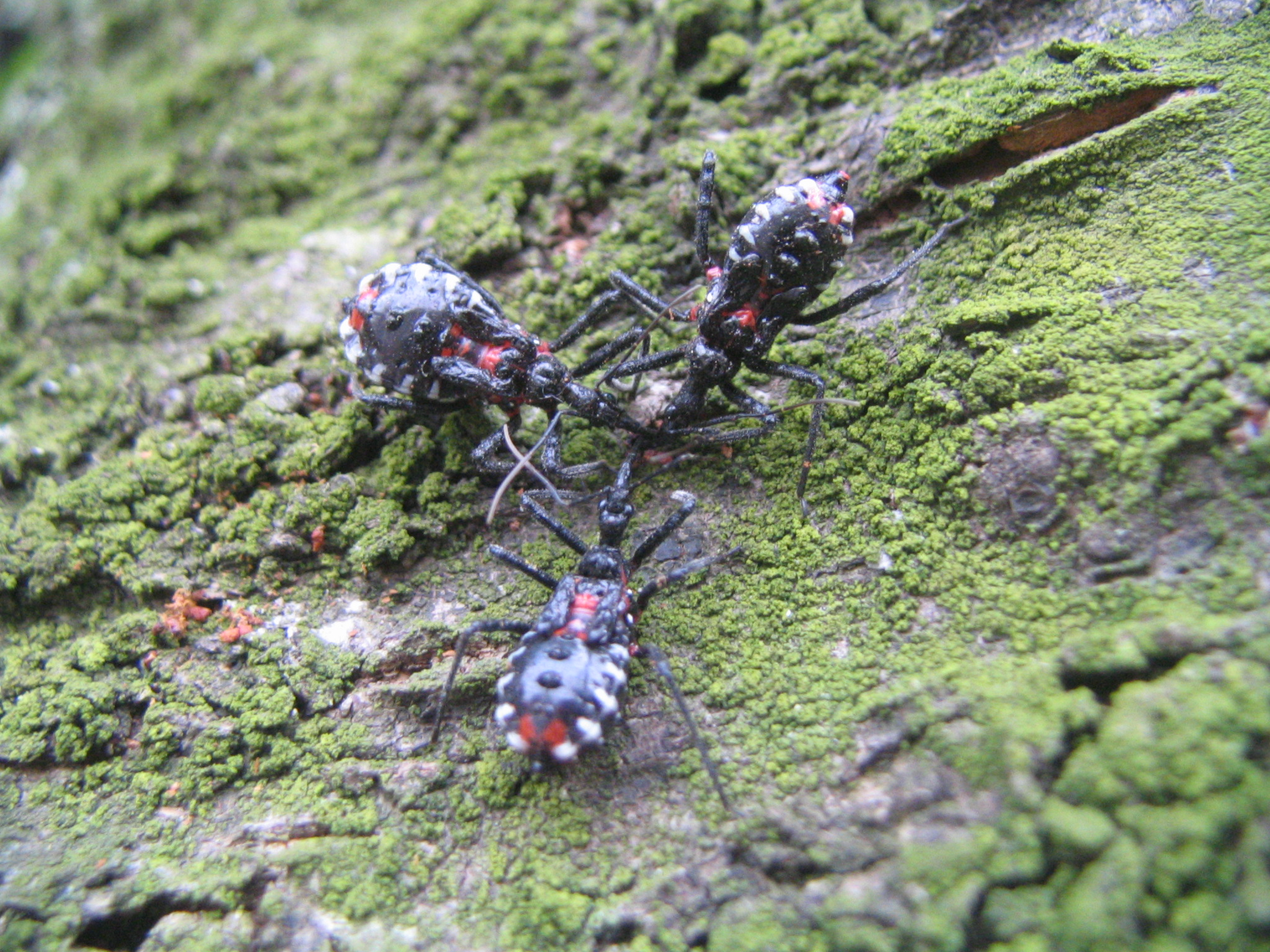
樹皮下の獲物を捕食
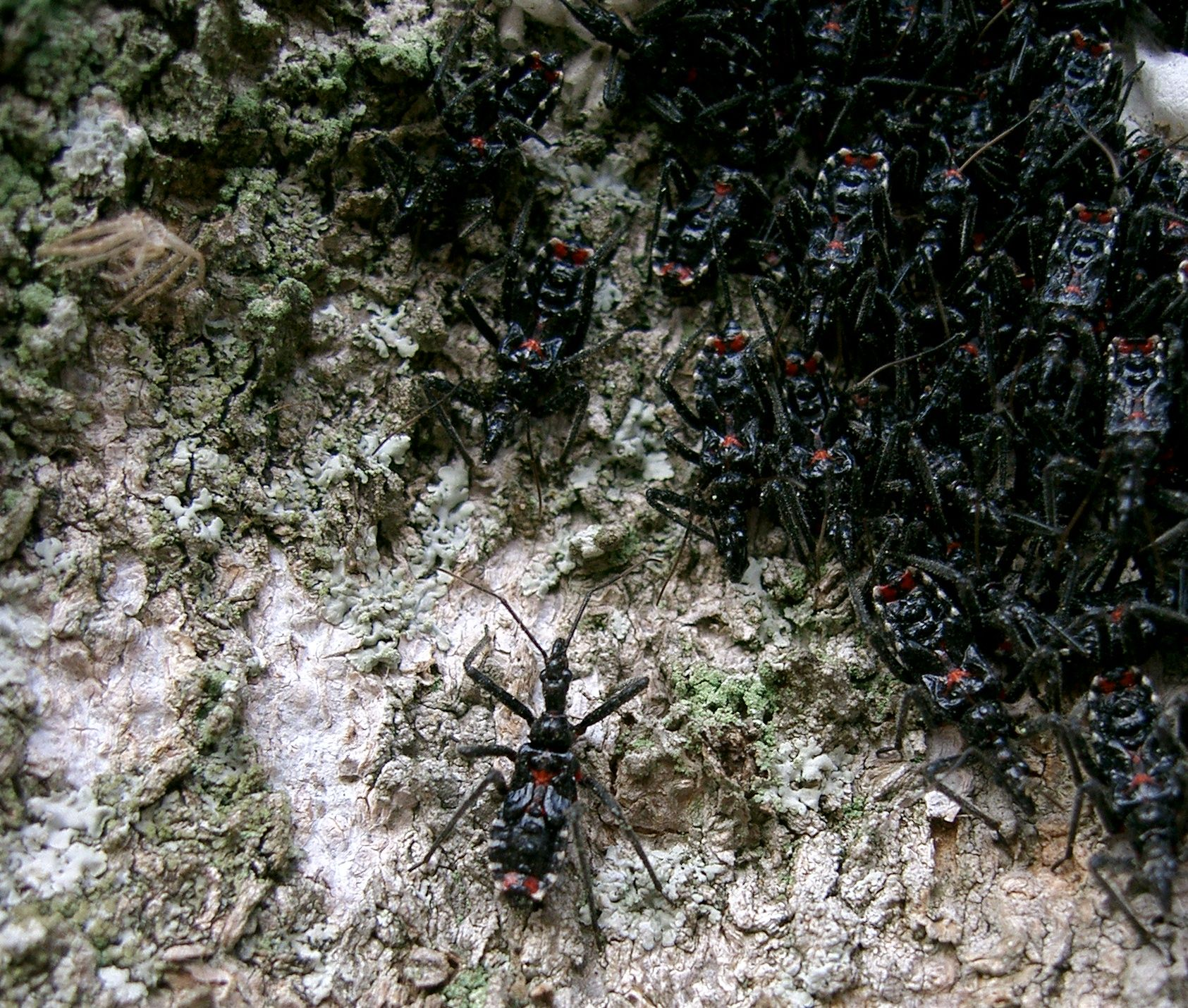
集団越冬する幼虫
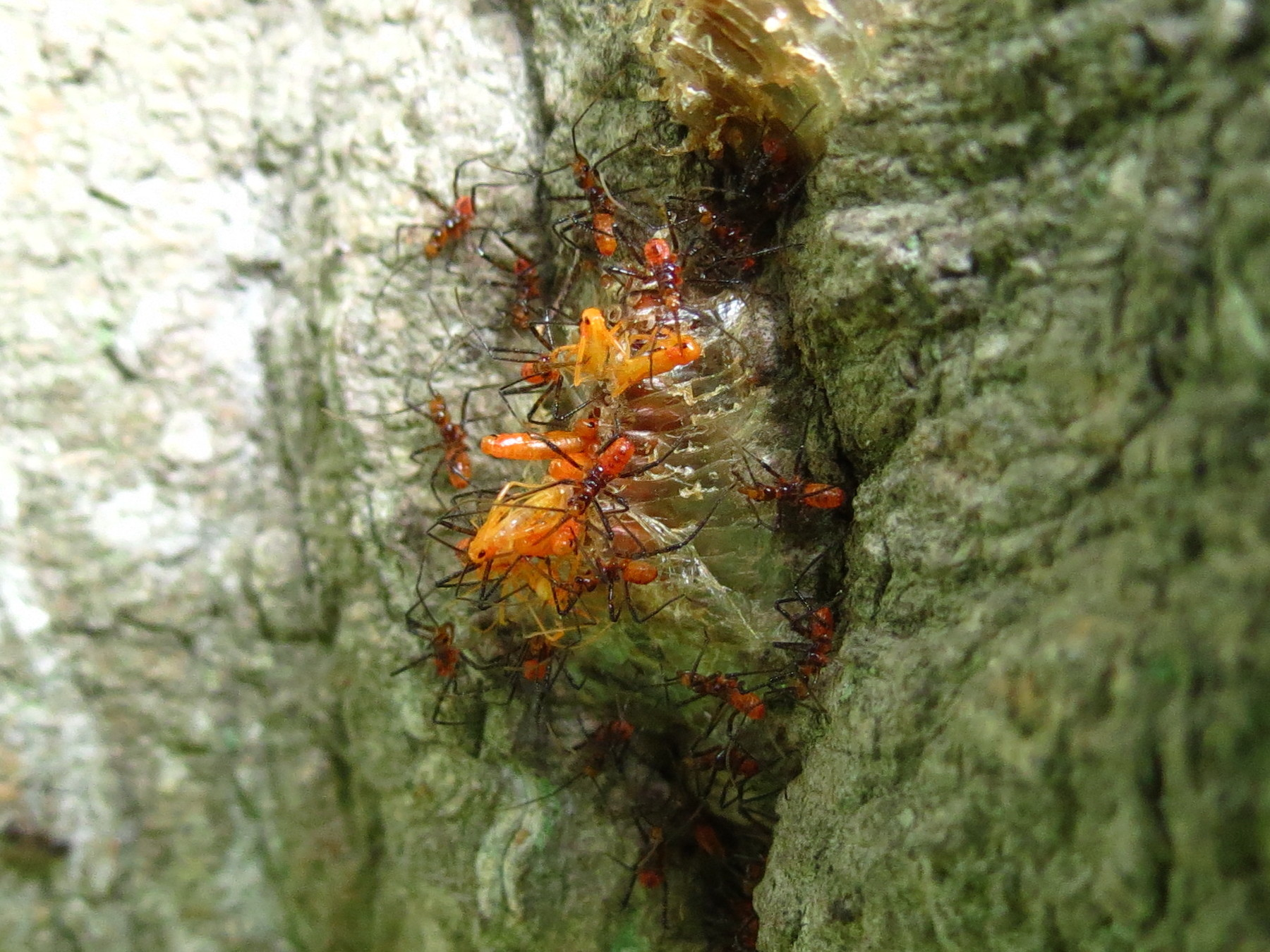
孵化時の幼虫を捕食する先行孵化の初齡幼虫

## 分布
中国から東南アジアにかけて分布する。
日本にも移入分布しており、昭和初期にそれらの国からの貨物に紛れて九州に入ってきたと考えられている。その後次第に生息域を拡大し、1990年代になって関東地方でも見かけられるようになった。
　さらに、近年では東北地方南部でも生息が確認されている。

## 注と出典
1. 1 2  『カメムシ図鑑Ⅲ』 p.258
2. 1 2 3  “日本産昆虫学名和名辞書(DJI)”. 昆虫学データベース KONCHU.  九州大学大学院農学研究院昆虫学教室. 2016年5月18日閲覧。
3. ↑  ヨコヅナサシガメ（アース製薬）
4. ↑  槐真史編 編『日本の昆虫1400 1 チョウ・バッタ・セミ』伊丹市昆虫館監修、文一総合出版〈ポケット図鑑〉、2013年、249頁。ISBN 978-4-8299-8302-7。
5. 1 2 3 4  国立環境研究所. “ヨコヅナサシガメ”. 侵入生物データベース ―外来種/移入種/帰化動植物情報のポータルサイト―. 2016年5月18日閲覧。
6. ↑  『カメムシ図鑑Ⅰ』 p.175
7. 1 2 3 4 5 6 7 8 9 10 11 12  井上弘「ヨコヅナサシガメの生態」『インセクタリゥム』1987年7月号（東京動物園協会）
8. ↑  “いわき市の昆虫 温暖化によるヨコヅナサシガメの北上”. 2023年5月7日閲覧。